# 1956년 대한민국
이 문서는 1956년 대한민국에서 일어난 사건을 다룬다.

## 재임자
- 대통령 : 이승만
- 부통령 : 함태영 (~8월 14일), 장면 (8월 15일~)

## 사건
- 5월 8일 - 국회에서 어머니날이 제정되었다.
- 5월 12일 - 대한민국 최초의 TV 방송국 대한방송 개국.
- 8월 5일 - 대한민국 제 2대 지방의회(시.읍.면 의회) 의원 선거.
- 9월 5일 - 서울특별시의회, 첫 개회.
- 9월 14일 - 국무회의에서 1950년 육군 3사단이 최초로 38선을 넘어 북진한 날인 10월 1일을 국군의 날로 제정.
- 9월 28일 - 장면 부통령, 민주당 전당대회서 김상봉에게 피격되어 경상을 입음.
- 9월 29일 - 한국전쟁 참전 16개국 휴전감시위원단 한반도 철수 결정.
- 10월 6일 - 대한민국과 미국, 한미우호통상조약 체결.
- 11월 22일 - 1956년 하계 올림픽 개막. 대한민국 선수단 파견.
- 12월 23일 - 극동방송 개국.

## 탄생
- 1월 5일 -  정치평론가 강준만
- 1월 8일 -  성우 유해무
- 1월 10일 - 국회의원 이명규
- 1월 13일 - 전 대전광역시장 권선택
- 1월 17일 - 사회학자 이정옥
- 1월 27일 -  배우 유지인
- 2월 3일 -  동화작가 박상재.
- 2월 4일 - 강원도지사 최문순
- 2월 20일 - 사회운동가 성교육 강사 구성애
- 2월 21일 -  가수 장현
- 3월 15일 -  성우, 배우 김익태
- 3월 18일 -  코미디언 서세원
- 3월 28일 - 종교인 전광훈
- 4월 3일 -  전 야구 선수 손상득
- 5월 1일 - 정치인 박기춘
- 5월 10일 -  전 야구 선수 김용달
- 5월 16일 - 배우 장기용
- 5월 31일 - 정치인 안병용
- 6월 6일 -  성우 한수경
- 6월 12일 -  배우 권은아
- 6월 18일 -  배우 유동근
- 6월 23일 - 기업인 최순실
- 7월 3일 -  아나운서 박영만
- 7월 4일 -  성우 안경진
- 7월 21일 -  성우 박영화
- 7월 27일 -  전직 아나운서, 방송인, 현직 대학 교수 손석희
- 8월 2일 - 국회의원 이종혁
- 8월 5일 -  법조인 이진성
- 8월 19일 -  배우 김영란
- 8월 31일 - 정치인 노회찬
- 9월 2일 - 정치인·법조인 최재형, 군인 황기철
- 9월 9일 - 기업인 서유열
- 9월 10일 -  정치인 조배숙
- 9월 23일 - 가수 혜은이
- 9월 24일 -  희극 배우 이하원
- 10월 2일 -  배우 이경진
- 10월 15일 -  전 야구 선수 송재박
- 10월 20일 -  배우 정성모
- 10월 21일 -  성우 기경옥
- 11월 8일 - 교육인 조희연
- 11월 30일 -  요리연구가 이혜정
- 12월 8일 -  정치인 이동섭
- 12월 24일 -  교육인 심화진
- 12월 27일 -  배우 정승호
- 12월 29일 - 아나운서 안희재
- 12월 31일 -  배우 김보연

## 사망
- 3월 20일 - 한국의 모더니즘 시인 박인환.
- 5월 5일 - 한국의 독립운동가, 대한민국의 정치인 해공 신익희.
- 9월 6일 - 한국의 화가 이중섭.
- 12월 26일 - 한국의 교육인 김도태.